# Parafia św. Jana Nepomucena w Zielenicach
Parafia św. Jana Nepomucena w Zielenicach – znajduje się w dekanacie Borów w archidiecezji wrocławskiej. Erygowana w 1958 roku.
Obsługiwana przez księży archidiecezjalnych. Jej proboszczem jest ks. mgr Mariusz Trojanowski.

## Parafialne księgi metrykalne
| Księgi metrykalne | Okres ewidencji |
| ----------------- | --------------- |
| chrztów           | 1958 -          |
| ślubów            | 1958 -          |
| zgonów            | 1958 -          |